# Præsidentvalget i Slovakiet 2014
Præsidentvalget i Slovakiet 2014 blev afholdt i Slovakiet den 15. marts 2014, den anden valgrunde den 29. marts 2014.

## Valgresultat
| Kandidater | 1. runde  | 1. runde | 2. runde  | 2. runde |
| Kandidater | Stemmer   | %        | Stemmer   | %        |
| --- | --------- | -------- | --------- | -------- |
| Robert Fico (Smer) | 531.919   | 28,0     | 893.841   | 40,61    |
| Andrej Kiska (Uafhængig) | 455.996   | 24,0     | 1.307.065 | 59,38    |
| Radoslav Procházka (Uafhængig) | 403.548   | 21,2     |           |          |
| Milan Kňažko (Uafhængig) | 244.401   | 12,9     |           |          |
| Total (deltagelse 43,40% / 50,48% )                                                                                                 | 1.899.332 | 100,00   | 2.200.906 | 100,00   |
| Kun kandidater med mere end 100.000 stemmer er listet i tabellen. Kilde: statistics.sk Arkiveret 19. marts 2014 hos Wayback Machine |           |          |           |          |